# Municipio de Terry (Kansas)
El municipio de Terry (en inglés: Terry Township) es un municipio ubicado en el condado de Finney en el estado estadounidense de Kansas. En el año 2010 tenía una población de 159 habitantes y una densidad poblacional de 0,43 personas por km².

## Geografía
El municipio de Terry se encuentra ubicado en las coordenadas 38°10′57″N 100°59′4″O / 38.18250, -100.98444. Según la Oficina del Censo de los Estados Unidos, el municipio tiene una superficie total de 371.49 km², de la cual 371,12 km² corresponden a tierra firme y (0,1 %) 0,37 km² es agua.

## Demografía
Según el censo de 2010, había 159 personas residiendo en el municipio de Terry. La densidad de población era de 0,43 hab./km². De los 159 habitantes, el municipio de Terry estaba compuesto por el 96,23 % blancos, el 0,63 % eran afroamericanos, el 0,63 % eran isleños del Pacífico y el 2,52 % eran de una mezcla de razas. Del total de la población el 16,35 % eran hispanos o latinos de cualquier raza.